# Cantonul Saint-Beauzély
Cantonul Saint-Beauzély este un canton din arondismentul Millau, departamentul Aveyron, regiunea Midi-Pyrénées, Franța.

## Comune
- Castelnau-Pégayrols
- Montjaux
- Saint-Beauzély (reședință)
- Verrières
- Viala-du-Tarn